# 東儀秀樹
東儀秀樹（1959年10月12日—）是一名日本雅樂演奏家。東京都出身。其家族為奈良時代樂家家系。同時擁有華族與平民的血統。

## 生平
東儀於1959年10月12日出生。由於父親在生意上的關係，幼年期曾在泰國、墨西哥等地住過。成蹊高等學校畢業後就讀國學院大學二部，並在宮內廳式部職樂部的樂生科學習雅樂。1986年這10年間，以樂師的身份活躍於音樂界。從宮内廳退職後，現在以個人身份活動。同時為電影、電視劇及廣告提供樂曲。
除了雅樂師的身份外，他也以演員的身份活動，在2008年播放的NHK大河劇《篤姬》裡飾演孝明天皇。在古典藝能雅樂與現代音樂結合的功績上廣為人知，因此在2004年文化廳藝術選獎文部科學大臣新人賞受賞。専門演奏雅樂器篳篥。擔認宮内廳楽師時曾演奏雅樂器龍笛、鳳笙。
2004年與上海市中國民族樂器演奏家組成TOGI+BAO，並在日、中兩國活躍中。2008年在京都嵯峨藝術大學擔任客座教授。

## 家系
母親是東儀家出身。東儀家的先祖為渡來人，聖德太子的腹心秦河勝，至於正確性則不明。正確的系譜應為下級官人。

## 著書
- 『雅樂：我的好奇心』集英社新書（2000年）
- 『東儀秀樹寫真集』集英社（2000年）攝影・稻越功一（自身舞台化粧白塗厚化粧登場）
- 『東儀秀樹的另一個旅程：南廣的光與風』文藝春秋（2002年）撮影・安達征哉
- 『東儀秀樹永遠的玩具箱』PHP研究所（2003年）
- 『すべてを否定しない生き方』ＫＫロングセラーズ（2007年）

### 共著
- 『光降之音』講談社（2002年）著・かんのゆうこ
- 『天與風之音』講談社（2003年）著・かんのゆうこ　※『光降之音』的前言。*『星月夜之音』講談社（2004年）著・かんのゆうこ　※上記，以上作品3部作的完結編。

## 音樂作品

### CD專輯
- 東儀秀樹
- MODE OF RISING SUN
- 幻奏譜
- TOGISM（トーギズム）
- from ASIA（フロム・エイジア）
- 雅楽　天・地・空〜千年の悠雅
- TOGISM 2
- TOGISM 2001
- I am with you
- PICTURES
- 風與光的軌跡〜BEST OF TOGISM
- 春色彩華（TOGI+BAO）
- SUPER ASIA(TOGI+BAO)
- OUT OF BORDER
- Every little life
- 葉子的フレディ

### CD單曲
- 蒼海之道
- There must be an angel
- 海の向こうのさがしもの〜かまいたちの夜 2
- 光降之音

### 代表曲
- New ASIA（ニュー・エイジア）：NHK『新アジア発見』主題曲
- 光降之音：繪本『光降之音』イメージソング
- 星空につつまれて：NHK特別作『宇宙 未知的大紀行』主題曲
- 蒼海之道：TBS『唐招提寺2010プロジェクト』主題曲

### 未發表曲
- 今在ることへのセレナーデ：フジテレビ『稲垣吾郎的音樂狂時代』オリジナル曲（作曲：東儀秀樹 編曲：大島ミチル 演奏：東儀秀樹＆新日本フィルハーモニー交響樂團）
- 風之歌：東京放送（TBS）『成熟的風景』（2008年10月7日放送開始）イメージソング

### 音樂擔任
- 電影『青之炎』（導演：蜷川幸雄 主演：二宮和也）
- 舞台『オイディプス王』（舞の振付も担当、踊り手として出演。読売演劇大賞優秀スタッフ賞受賞）
- PlayStation游戏《YAMAGATA Digital Museum》（画：ヒロ・ヤマガタ）
- PlayStation2游戏《恐怖惊魂夜2 监狱岛的童谣》（创作部分新音乐）
- NHKテレビドラマ『喪服のランデヴー』插入曲（主演：藤木直人）

## 參演作品
- 口紅（2001年　NHK）-　飾演秋葉友之
- 大河劇篤姬（2008年　NHK）-　飾演孝明天皇
- MR.BRAIN（第4集）（2009年　TBS）-　飾演八木　仁
- 超人力霸王布雷薩（第9集）（2023年、東京電視台）-　飾演 筑士芳一

### 其他
- TBS「生命之響」

## 外部連結
- 東儀秀樹 official website （页面存档备份，存于）
- 東儀秀樹官方網站（環球經典） （页面存档备份，存于）
- 東儀秀樹的Ameba （页面存档备份，存于）
- 東儀秀樹YouTube頻道 （页面存档备份，存于）
- 矢島聰子事務所 （页面存档备份，存于）